# Hentzia mandibularis
Hentzia mandibularis là một loài nhện trong họ Salticidae.
Loài này thuộc chi Hentzia. Hentzia mandibularis được Elizabeth Bangs Bryant miêu tả năm 1943.